# Ligne Molotov

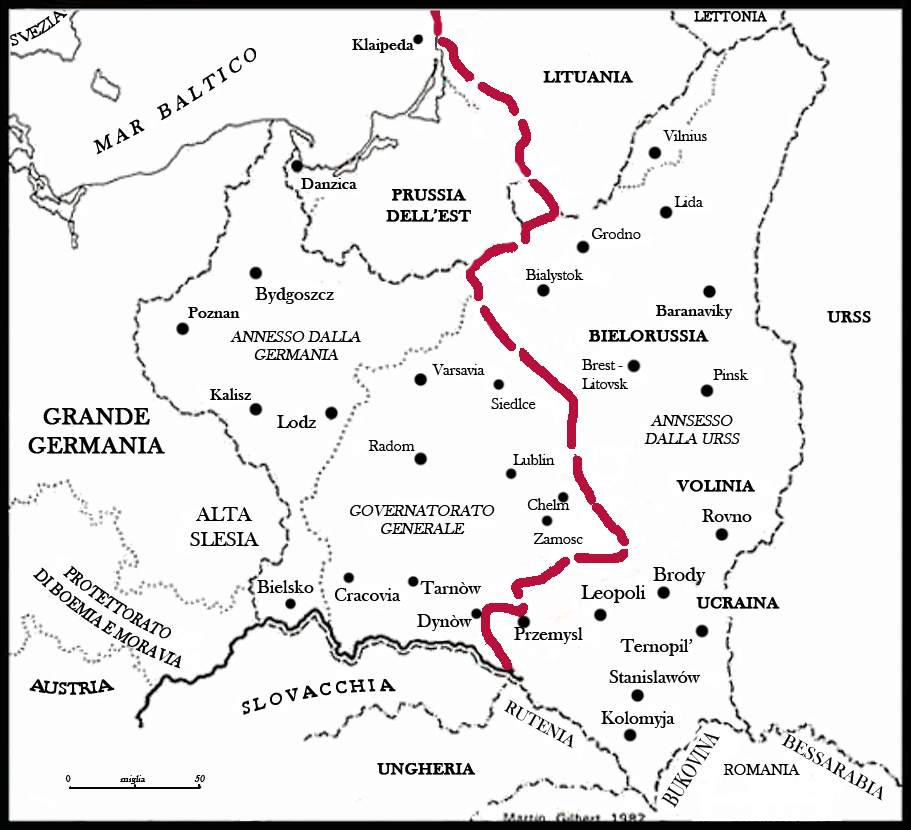
La ligne Molotov et ses régions fortifiées, sur une carte montrant les frontières de la période 1939-1941.

La ligne Molotov était un système de fortifications frontalières construit par l'Union soviétique en 1940 et 1941 le long de ses nouvelles frontières occidentales. Ces frontières étaient le résultat de l'occupation des pays baltes, de la Pologne orientale et de la Bessarabie en 1940.

## Description
Ensemble de fortifications plutôt que véritable ligne fortifiée, la ligne Molotov s'étendait de la mer Baltique jusqu’aux Carpates. Elle était composée de treize régions fortifiées, la plupart couvrant environ 100 km de la frontière. Elle faisait partie du plus grand réseau de défense de l'URSS le long de ses frontières occidentales, qui s'étendaient de l'océan Arctique à la mer Noire.
Chaque région fortifiée (en russe : ukreplennyi raion, ou UR) était composée d'un grand nombre de casemates en béton armées de mitrailleuses, de canons antichars et d'artillerie. Les bunkers ont été construits en grappes afin de pouvoir se soutenir, chaque groupe formant un centre de résistance. Une unité militaire spécifique était affectée de façon permanente à chaque région.
Lorsque l'Allemagne nazie attaqua l'Union soviétique le 22 juin 1941 au cours de l'opération Barbarossa, la plupart de la ligne n'était pas encore terminée et donc constituait un obstacle négligeable pour les forces d’invasion. Seules les quatre régions les plus au sud, en partie achevées, purent entraver l'avance de la Wehrmacht pendant quelques jours (la forteresse de Brest-Litovsk résista beaucoup plus longtemps, mais cette vieille fortification ne faisait pas techniquement partie de la ligne Molotov).
Les ruines de ces fortifications, pour beaucoup d'entre elles bien conservées, se trouvent aujourd'hui en Lituanie, en Pologne, en Biélorussie et en Ukraine. Les frontières actuelles sont quelque peu différentes des frontières en 1941, et donc certaines sections de la ligne ne se trouvent pas dans les zones frontalières et sont facilement accessibles. Par contre, les autres sections se trouvent juste à côté de l’actuelle frontière polono-ukrainienne, polono-biélorusse et russo-lituanienne, leurs accès peuvent donc encore être limités pour des raisons de sécurité de frontière.
En Lituanie, la ligne est composée de quatre régions fortifiées : 
- 1. Région fortifiée de Telšiai (ligne de Palanga à Judrėnai (en), 75 km, 8 centres de résistance, 23 bunkers construits et 366 en construction le 22 juin 1941).
- 2. Région fortifiée de Šiauliai (ligne de Pajūris (en) à Jurbarkas, 90 kilomètres, 6 centres de résistance, 27 bunkers construits et 403 en cours de construction).
- 3. Région fortifiée de Kaunas (ligne de Jurbarkas à Kalvarija, 105 km, 10 centres de résistance, 31 bunkers construits et 599 en cours de construction).
- 4. Région fortifiée d’Alytus (ligne de Kalvarija à la frontière de la RSS de Lituanie, 57 km, 5 centres de résistance, 20 bunkers construits et 273 en cours de construction).

Un total de 101 bunkers fut construit en Lituanie, mais beaucoup ne seront pas achevés. Ils étaient très vulnérables et pourraient être neutralisés rapidement en lançant des grenades ou du combustible enflammé dans les puits de périscope, qui étaient absolument sans protection.
En continuant vers le sud, les autres régions, aujourd'hui situés le long de la frontière orientale de la Pologne avec la Biélorussie et l'Ukraine, étaient les suivantes :
- 5. Région fortifiée de Grodno - 80 km, 9 centres de résistance, 42/98/606 bunkers opérationnels / construits / en construction le 22 juin 1941 (en Biélorussie et en Pologne)
- 6. Région fortifiée de Osowiec (en) - 60 km, 8 centres de résistance, 35/59/594 (en Pologne)
- 7. Région fortifiée de Zambrów - 70 km, 10 centres de résistance, 30/53/550 (en Pologne)
- 8. Région fortifiée de Brest - 120 km, 10 centres de résistance, 49/128/380 (en Pologne et en Biélorussie)
- 9. Région fortifiée de Kovel - 80 km, 9 centres de résistance, 138 bunkers en construction (en Ukraine)
- 10. Région fortifiée de Volodymyr-Volynskyï- 60 km, 7 centres de résistance, 97/97/141 (en Ukraine)
- 11. Région fortifiée de Kamianka-Bouzka (Kamionka Strumiłowa) - 45 km, 5 centres de résistance, 84/84/180 (en Ukraine)
- 12. Région fortifiée de Rava-Rouska - 90 km, 13 centres de résistance, 95/95/306 (en Pologne et en Ukraine)
- 13. Région fortifiée de Przemyśl - 120 km, 9 centres de résistance, 99/99/186 plus de 140 bunkers ont été construits (en Pologne et en Ukraine)

Le nom ligne Molotov est informel et est devenu d'usage courant relativement récemment. Il a été popularisé par les écrits de Viktor Suvorov, notamment par son livre Icebreaker (en).

## Bunkers de la ligne Molotov visibles dans Google Street View
- Tauragė, Lituanie
- Tauragė, Lituanie
- Przemyśl, Pologne
- Przemyśl, Pologne
- Przemyśl, Pologne

- (en) Cet article est partiellement ou en totalité issu de l’article de Wikipédia en anglais intitulé « Molotov Line » (voir la liste des auteurs).